# 爱尔兰自由邦
爱尔兰自由邦（愛爾蘭語發音：[ˈsˠiːɾˠsˠt̪ˠaːt̪ˠ ˈeːɾʲən̪ˠ]）（1922年—1937年）是由爱尔兰32郡中由英国和爱尔兰共和国代表于1921年12月6日在伦敦签署的《爱尔兰自由邦协定》（或《英愛條約》）规定的26個从英國分裂出来的郡所组成的国家。爱尔兰自由邦从1922年12月6日产生，取代两个同时并存但名义上又敌对的国家：由《1920年愛爾蘭政府法令》规定的，1922年一月起由一个叫做迈克尔·柯林斯领导的临时政府统治的，“法理上”的南愛爾蘭；以及一个由爱尔兰议会在1919年建立的，由爱尔兰议会议长亚瑟·格利菲斯领导的“事实上的”爱尔兰共和国。1922年8月，两个国家由于各自领导人的死亡合并生效；两个头衔同时被W.T.科斯格雷夫拥有。

## 历史

### 背景
1916年的复活节起义，特别是英国当局在军事审判后作出处决大量起义领导者的决定，在爱尔兰激起了对共和事业的同情。但更重要的可能是共和派和某些独立民族主义者在1918年上半年的征兵危机中将其导向反对对爱尔兰人实行义务兵役制。在危机中爱尔兰议会党为了回报第三部地方自治法案最终得以通过，支持协约国进行一战，因此名声扫地，在1918年12月大选中威斯敏斯特大不列颠和爱尔兰王国国会的大部分爱尔兰议席被新芬党赢得（新芬党在105个选区中的25个没有遇到对手）。新芬党之前是一个由亚瑟·格利菲斯建立的非暴力分离主义政党，从1917年起由埃蒙·德瓦莱拉领导，开始为建立爱尔兰共和国进行具有攻击性的活动。
在1919年1月，新芬党国会议员拒绝出席英国议会下院，在都柏林集会成立一院制的爱尔兰国会（Dáil Éirean）。这个国会确认了爱尔兰共和国的成立，通过了一份独立宣言，以爱尔兰语“（爱尔兰自由邦）”自称。但是尽管绝大多数爱尔兰人民接受爱尔兰共和国，国际上只有苏联承认它。（最近一次对新芬党1918年的票数统计，基于“实际”在地方与全国层面上进行的选战，该党的支持票只在45-48%之间，很大程度上是因为他们的很多席位没有经过竞争而得到）。
英爱战争在“共和国”的军队与联合王国军队之间展开，其中前者即为爱尔兰共和军（通常称为“老共和军”以区别于其后的同名组织），而后者名义上仍然包括爱尔兰在内。1921年宣布停火，谈判在英国首相大卫·劳合·乔治与爱尔兰代表团团长亚瑟·格里菲斯之间展开。
毫无疑问地，这场谈判产生的爱尔兰政府缺少共和派期望的独立。英国不可能冒着名声扫地和类似事件在整个帝国内发生的危险给共和式政府开绿灯。另外，谈判团成员之一，迈克尔·柯林斯随后承认（他在独立战争中的角色使他对情况了如指掌），共和军在停火时因长期弹药不足离土崩瓦解只有咫尺之遥。“坦白说，我们认为他们疯了。”，柯林斯对于英国突然要求停火如此评论，虽然在当时的公共支持下英国看来仍然会以其他方式继续战争。爱尔兰共和国总统埃蒙·德瓦莱拉自己也意识到一个共和国是不可能的。他决定不参加条约谈判代表团，以与某些好战的共和派（一定会称之为“叛徒”的人）保持距离。
不出所料，《英爱条约》明确地排除了成立共和国的可能。它所提供的是作为大英帝国（现称英联邦）一部分的自治领地位，与加拿大、澳大利亚和新西兰平级。虽然这比1919－1922年新芬党领导层预计的目标要低，却大大超出了查尔斯·斯图尔特·帕内尔自1880年起所追求的在联合王国内实行的地方自治，比起爱尔兰民族主义领导人约翰·雷德蒙德通过民主代议进程实施的1914年第三部地方自治法也向前迈进了一大步。条约被第二届爱尔兰国会批准，新芬党也随之分裂。
条约许可了一个全爱尔兰32郡的独立国，但是限制的附加条件是在1920年爱尔兰法案规定下拥有自治政府的北爱尔兰六郡可以正式退出自由邦，六郡也的确正式退出了。（如果北爱留在自由邦内，它将会成为一个爱尔兰自由邦内的自治省，如以前一般拥有自己的议会和政府。）北爱尔兰于是留在了更名之后的大不列颠和北爱尔兰联合王国。条约另规定允许英国继续保留三个口岸以供海军使用。

### 爱尔兰内战
协议中包含的妥协规定导致了1922年7月－1923年4月在26郡爆发的爱尔兰内战，迈克尔·柯林斯的“自由邦军”打败了埃蒙·德瓦莱拉领导的反条约共和军，后者在条约被批准时辞去了共和国总统职务，引起了自己的某些支持者，如萧恩·T·奥凯利的反对。辞职之后，他寻求重新选举，以求废除条约。但是他的计划失败了，选民投票给了支持条约的候选人。亚瑟·格里菲斯成为总统。迈克尔·柯林斯被南爱尔兰下议院（由1920年爱尔兰法案规定设立的部门，临时政府名义上要向其负责）选为临时政府总理。南爱下议院与爱尔兰众议院的成员几乎相同，议会之间的区别只是理论上的。格里菲斯的共和国政府和柯林斯的由国王任命的政府在两人死后合并，两者头衔都被W·T·科斯格雷夫拥有。

### 宪政改革
迈克尔·柯林斯将条约描述为“追求自由的自由”。实际上，条约规定了大多数独立的标志、权力和职位，包括一个独立运行的议会民主政体，司法权，一部可以被自由邦修改的成文宪法，以及其他。但是，在理论上，仍然存在诸多限制：
- 英国国王仍然是在爱尔兰的国王
- 英国政府仍然继续保留对爱尔兰的统治。形式上来说国王的代表——总督，在使用英王御准时也要从英国政府接受指示，名义上爱尔兰参众两院通过的议案可以被御准通过（签署法案）、推迟（不签署，留待将来批准）与拒绝（即否决）。曾有英皇制誥发给总督蒂姆·希利（Tim Healy）列出即使通过也要拒之门外的法案，即例如废除效忠誓词等等。事实上这类法案从未提出过，因此该问题也从未发生。
- 爱尔兰自由邦正如所有自治领一样，地位低于联合王国，也就是在理论上说它没有自己的公民（只能共享英联邦的公民），不能直接与英王联系，只能通过一个英国的大臣，并且所有的政府文件上只能使用英国国玺，再次表示了它在英联邦内低于联合王国的地位。

这些都在1920年代得到改变。在一次英联邦会议的决议中，也是受到了1927年王室与国会称谓法案影响，国王的名称进行了改革，改变了国王在各个自治领的地位。国王再也不是在爱尔兰、澳大利亚、新西兰等地的国王，而成为了爱尔兰、澳大利亚等地的国王。所以通过体现在王室称谓法案中的这个改变，英国国王不再有在各个自治领的地位。他唯一的地位是各个自治领自己的国王，向各个自治领咨询自治领事务，而不是向联合王国。另外，英国政府也失去了指派总督以及提供咨询的地位。因此，联合王国失去了影响自治领内部立法的能力。
自由邦走得更远。它“接受”外国向爱尔兰派出的使节递交的国书，在此之前从来没有自治领这样做。它向国联注册条约为国际文件，因此激怒英国，后者认为它仅仅只是在一个自治领和英国之间的内部文件。最富戏剧性的是，1931年威斯敏斯特法案再次包括了一项英联邦会议决议，允许每个自治领颁布修改任何法律，无论英国国会之前在原始法律的颁布中担任何种地位。
爱尔兰象征性地在改革中突出地提出以下的两项别具一格的动议：
- 爱尔兰要求，并得到国王许可，拥有一个爱尔兰的大臣，在所有的英国大臣之外，向作为“爱尔兰国王”的国王，为其履行在爱尔兰的权力和职责提供正式咨询（比如，1931年签署爱尔兰自由邦和葡萄牙共和国之间的条约）。
- 没有任何先例情况下放弃使用英国国玺，改用爱尔兰自由邦国玺。国王也是在1931年将作为爱尔兰国王将后者赐予他的爱尔兰王国。（爱尔兰国玺图案一边是戴王冠的“爱尔兰王乔治五世”，另一边是爱尔兰竖琴与（爱尔兰语的爱尔兰自由邦）字样）。该玺现陈列于都柏林柯林斯营的爱尔兰国家博物馆。

当埃蒙·德瓦莱拉在1932年2月成为行政会议主席时，他将科斯格雷夫的内阁成就称为小儿科。读完文件之后，他告诉他的儿子维维安：“他们的成就惊人，儿子。”所剩下的只有英国对爱尔兰自由邦条约口岸的控制。但是这并不是宪法上的问题，只是需要通过谈判解决一些技术问题，而且在1938年谈判也如爱尔兰所愿成功了。这些自由使德瓦莱拉在成为行政会议主席之后能够走得更远。因为政策没有英国的约束，他废除了效忠誓词（如果科斯格雷夫赢得1932年大选其实也打算如此）、参议院、众议院中的大学代表与枢密院终审权。他的一个主要错误发生在1936年，当时因为急于利用英王爱德华八世退位的机会，他尝试在宪法中废除王室和总督（第27号修正案），但被他的高级法律官员与其他人告知，因为王室和总督在宪法之外的很大一部分法案、宪章、樞密院令与英皇制誥中分别存在，他们的地位仍然根深蒂固。他不得不通过第二部法案迂回进攻，1937年行政会议权力（后继条款）法案重申了他忘记加入的要点。在回顾中他把第二部法案生效的日期追溯到1936年12月。

### 结局
1937年，埃蒙·德瓦莱拉用自己的版本代替了迈克尔·柯林斯的1922年宪法，将爱尔兰自由邦改名为“爱尔”（Éire，即爱尔兰），还代替爱尔兰自由邦总督创立了爱尔兰总统的职位。他的宪法反映了1930年代司空见惯的宗教信仰和国家观点，宣称对整个爱尔兰拥有主权，同时也承认英国在东北部的存在（参见爱尔兰宪法第二条与第三条）。它也规定了罗马天主教会的特殊地位，同时承认其他宗教信仰的存在和权利，特别是少数派的圣公宗爱尔兰教会与犹太教会。该条款在1972年修订第二条与第三条时被改写。
1948年，德瓦莱拉政府首次下台，剩下的主动权留给了德瓦莱拉政府的继任者——支持条约的爱尔兰统一党人约翰·A·科斯特洛（John A. Costello）成功地将国家正式改为爱尔兰共和国。经常与诸如新芬党与共和新芬党有联系的一小部分爱尔兰人否认26郡有使用共和国名号的权力。他们把26郡组成的国家称为“自由邦”，将其公民称为“自由邦人”，将其政府称为“自由邦”或都柏林政府。虽然新芬党拥有在愛爾蘭共和国国会兩院、英國國會兩院与北愛爾蘭議會的席位，但看来拒绝接受爱尔兰自由邦/爱尔/爱尔兰共和国的人数将继续减少，即使现在已经非常少。

## 政治
新的爱尔兰自由邦的组织结构由条约和《爱尔兰自由邦宪法》法案规定。它规定了一个立宪君主和一个名叫爱尔兰自由邦国会的由君主和众议院与参议院两院组成的三级国会。行政权由君主授予，由一个叫做愛爾蘭自由邦行政會議的内阁实施，由行政會議主席（等同於首相）领导。

### 英国王室代表
爱尔兰国王由爱尔兰自由邦总督代表，以代替之前从中世纪开始即代表英格兰和英国在爱尔兰统治的爱尔兰总督。自由邦总督首先由国王在咨询英国政府后指定，但需要爱尔兰政府的同意。从1927年开始爱尔兰政府独自拥有向国王建议指派人选的权力。

### 政府
在1922年至1937年间有两个政党在爱尔兰自由邦执政。
- W·T·科斯格雷夫领导的盖尔人协会（1922－1932）
- 埃蒙·德瓦莱拉领导的爱尔兰共和党（1932－1937）

### 效忠宣誓
正如所有自治领一样，效忠宣誓由法律规定。在自治领中，国会成员个人须向君主宣誓。爱尔兰的效忠誓词却大异其趣。它有两个要点：一，“宣誓……效忠依法成立之爱尔兰自由邦”，二是“忠于国王乔治五世陛下及其子嗣和合法继承人”。但是第二个忠于被两种方式限定：首先它是对在爱尔兰的国王而言，没有明确说是英国国王；第二，它是对于作为明确的条约协定的一部分的国王的地位而言，不是从1922年前英国统治的意义上而言。誓词本身有三个来源，而主要则是由迈克尔·柯林斯写于条约谈判过程中。一部分来源于谈判之前德瓦莱拉总统建议的一份誓词草案。其他部分则由柯林斯从爱尔兰共和兄弟会誓词中直接引用而来，他本人是这个组织的秘密头目。誓词结构也部分基于加拿大自治领的誓词形式结构。
虽然以其他自治领的标准看来誓词字句之温和颇有争议，尤其只是间接提到了君主（因此为联合派和其他自治领所诟病），它仍然由于提到君主而受到民族主义者和共和派的批评，声称它就是一份直接效忠君主的誓词，但从字句编排来说明显并非如此。但是在1922年及之后的爱尔兰，公众会受此影响对此有所争论只是一种感觉，而非现实。如果它的原作者，迈克尔·柯林斯仍然活着，他可能有机会澄清誓词的“真实”含义。但是在1922年他被暗杀之后，爱尔兰一方宣誓谈判的主要成员全部或告别人世，或无法联系，或反对条约。（爱尔兰代表团的团长亚瑟·格里菲斯也在1922年8月去世）。效忠宣誓成为了导致赞成和反对条约两方之间爆发的1922－1923年爱尔兰内战的主要问题。

## 扩展读物
- Tim Pat Coogan, Eamon de Valera (ISBN 0-09-175030-X)
- Tim Pat Coogan, Michael Collins (ISBN 0-09-174106-8)
- Lord Longford, Peace by Ordeal (Though long out of print, it is available in libraries)
- Dorothy McCardlee, The Irish Republic (ISBN 0-86327-712-8)

| 前身 爱尔兰共和国 (由爱尔兰国会1919年宣布成立) | 爱尔兰自由邦 按照爱尔兰宪法   | 继承国 爱尔兰共和国 |
| 前身 大不列颠及爱尔兰联合王国                  | 爱尔兰自由邦 按照英国宪政制度 | 继承国 爱尔兰共和国 |